# Kalong Liud
Kalong Liud is een bestuurslaag in het regentschap Bogor van de provincie West-Java, Indonesië. Kalong Liud telt 8108 inwoners (volkstelling 2010).